# M. H. de Young
Michael Henry de Young